# 茉莉的最後一天
茉莉的最後一天是公共電視在2018年推出的詩選電視劇《你的孩子不是你的孩子》的第三單元，改編自吳曉樂的作品《你的孩子不是你的孩子》中的一脈不相承，由陳慧翎導演，尹馨和王淨主演。描述就讀北一女中的高材生茉莉在長期壓抑下自殺，她的母親為了探詢死因，以尖端科技讀取女兒記憶的故事。劇集在2018年7月21日首播。

## 製作
茉莉的最後一天改編自散文中的一脈不相承一章，敘述就讀臺北市立第一女子高級中學的高材生茉莉自殺後，其母親追尋死因的歷程。北一女畢業的陳慧翎表示「北一女」所代表的就是「第一志願」，為求劇情寫實，沒有另外虛構一所學校。編劇洪茲盈認為，當父母把自己年輕時未完成的夢想加諸兒女身上時，無論兒女再優秀，父母也永遠不會滿足，因為完成夢想的永遠不是他們自己，洪茲盈指出茉莉的母親在追尋女兒死因時了解到自己是如何逼迫女兒的，而這齣戲的可看之處就在於原本不對等的母女在尋求答案的過程中逐漸理解對方。在茉莉與母親道別的場景中，王淨向陳慧翎提出建議，試圖將茉莉原本的台詞從「再見」改為「謝謝，可是對不起」，因為她認為這比起「再見」的情緒更加強烈，這項修改獲得了導演的同意。

## 演員
王淨飾演為了符合母親期待而壓抑自己、最終跳樓自盡的高材生茉莉，是五個故事中唯一一位「成績優異」的孩子角色。王淨在接演前剛看完美劇《漢娜的遺言》，正想著一定要飾演一個像漢娜·貝克一樣有張力的角色，過不久後就接到《你的孩子不是你的孩子》的劇本，讓她驚喜萬分。由於自認與茉莉的個性大相逕庭，王淨表示在拍攝前花了一些時間了解憂鬱症，在拍攝期間的自己「就像隻受傷的小貓」。王淨表示茉莉一角觸動到自己的內心深處，在拍攝跳樓情節時，她因為十分投入角色而嚇到旁人，被經紀人不斷提醒「不要真的跳下去」，下戲後也一直發抖掉淚。在拍攝茉莉躺在冰櫃中的場景時，由於新冰櫃的成本較高，躺過遺體的冰櫃又有強烈的氨的氣味，不利於演員在裡面表演，因此使用了其他劇組用過的冰櫃。原本王淨對躺冰櫃有些抗拒，但在得知上一位躺過這個冰櫃的是吳慷仁後，便很乾脆地答應，她表示自己十分崇拜吳慷仁，說不定在躺過之後能像吳慷仁一樣得獎，依據王淨事後的描述，她在躺進冰櫃時感覺喉嚨被掐住，拍完後感覺全身癱軟。雖然拍戲僅用了兩個星期的時間，但王淨表示自己在殺青後好像跟著茉莉一起死了一回，而且花了三個月才從角色中抽離。
陳慧翎表示在第一次看到王淨時便想到以前的尹馨，便因此邀約尹馨飾演茉莉的最後一天中的母親角色茉莉媽媽，這是尹馨第一次接到沒有自己名字的角色。陳慧翎認為尹馨的外表很有氣質，而內在會不自覺地控制別人，因此很適合角色。當時單身的尹馨對飾演高中生的母親感到抗拒，並認為自己可能因此會被定型，陳慧翎花了近兩個月、不斷寄照片和劇本才說服她，她才因劇本傑出而決定參演。尹馨表示這部戲會勾引出孩子、以及曾是孩子的母親的可怕回憶，而這次的演出也對自己產生很大的震撼，有一次還為此大哭不止。尹馨原先認為這個故事是在批判父母，但在她實際演出之後，發現是這個社會將母親逼得如此緊張，並認為有時候過於急切地想成為好母親，會使親子關係陷入危機。在表演上，尹馨很注重角色的情緒，因此會在心裡標註每個階段「內心崩潰」的程度，以免情緒的層次出錯。尹馨認為最難的一場戲是詮釋全劇最後、理解茉莉死因後產生的情緒崩潰，這是由於該段演出鏡位很多、時間又長，且情緒必須一直處於崩潰與悲傷的狀態。被問到如何詮釋劇中一絲不苟的母親形象時，尹馨表示她以自己的母親為參考，並指出兩者的相似之處在於都不希望女兒走上歪路。為了在短時間內就製造出母女的距離感，尹馨在拍攝期間刻意與王淨及其他飾演其家人的演員保持距離、鮮少互動，這讓王淨覺得尹馨十分高雅、具有氣場。
魏如萱在劇中客串演出茉莉的心理師，她提到心理師這個角色不能有太誇張的表情，但在與王淨對戲時感受到她的演出散發出的濃厚力量，並因此被嚇到。雲中岳飾演茉莉的父親，這也是五個故事中少數登場的父親角色，雲中岳認為對待小孩就像放風箏，父母不能把線拉得太緊、但又不能讓他走錯方向。在茉莉的母親理解茉莉的死因時，同時回想起了她的出生，而劇中也呈現了一段新生兒誕生的場景，嬰兒的身分是藝人黃鐙輝及其妻子萁萁的次子黃星寶。為了顧及隱私，這一段拍攝由陳慧翎親自掌鏡。當時黃鐙輝對妻子不斷鼓勵，也因此十分吵雜，最終該段畫面以靜音呈現。除此之外，劇組也曾聯繫簡嫚書，以她分娩的影像作為補拍畫面，但最後因時間對不上而沒拍攝。

## 劇情大綱
故事以就讀高中的林茉莉從房間跳樓自盡為開場。相較於林茉莉這個姊姊，妹妹林可莉的成績並不出色，由於她們的母親是放棄身為留美碩士的前程、試圖盡心扶養女兒的全職主婦，並長期地透過女兒房裡的監視器觀察她們，因此林媽媽認為可莉不成材並對此痛心，可莉不斷被要求向姊姊看齊，壓力瞬時倍增。林媽媽在茉莉的遺物中搜到精神科藥物及大量的小說，對茉莉的死感到疑惑，但她即使找到茉莉的精神科醫師也無從得知茉莉的死因，只好透過茉莉好友的兄長陸志雄（曹晏豪飾）正在研究的新科技，試圖讀取茉莉的記憶。與此同時，林媽媽的丈夫林爸爸對於妻子在女兒過世後，仍執著翻找女兒的遺物感到不悅。
林媽媽最先讀取的是茉莉尋短當天的記憶，顯示茉莉用餐期間曾向林媽媽分享作文得滿分的喜悅，但是林媽媽否定茉莉在作文領域的用心與才華，反要求她以醫科為目標加強練習數學，畫面便轉至當晚茉莉做數學題期間看見幻覺與可莉開心地閱讀漫畫、茉莉逕自跨過護欄墜樓的時刻。
在看過在茉莉人生中的最後一天的記憶後，林媽媽找不出茉莉自殺的原因，於是她持續回溯先前的記憶，得知茉莉曾投稿文學獎，並和同為小說愛好者的朋友簡聲耀（艾摩爾飾）結伴參加簽書會，但卻因為母親的催促，不得不帶著原本希望崇拜作家過目的文稿中途黯然離席。林媽媽判斷茉莉的死和聲耀大有關聯，質問他後才知道茉莉的興趣是寫作小說。聲耀向林媽媽表示校園師生都相當肯定茉莉的文筆才華，認為林媽媽造成茉莉的不幸，臨走前要求林媽媽應該要看茉莉撰寫的作品。事後林媽媽反將茉莉的死因，歸咎於閱讀偏向黑暗內容的文學作品。
她找上茉莉的精神科醫師傾訴，表示自己在讀完記憶後感到痛苦，醫師建議她應該設身處地站在茉莉的角度思考。劇情揭露茉莉有竊盜癖，並透過割腕自殘的方式報復自己，她也表示自己並不是優秀，只是沒有反抗母親的膽量，而是將這些情緒化作文字。另一方面，可莉因為林媽媽要求學校老師加強她的課業，以午休期間被老師喚醒參與自習為機緣，發現茉莉生前遺留的小說文稿，將之交給林媽媽，在茉莉的小說得獎感言裡表示，自己所受的教育逼迫自己開始創作，這些痛苦都是自己寫作的能量，並表示作品不想被母親看到。
林媽媽讀取記憶後，看到了自己在茉莉眼中數度否定女兒、強加自身期望的形象，體悟到自己正是害她自殺的兇手，她拆除了女兒房裡的監視器，並向警方自首，希望自己被監禁，但警方無法接受這個要求。林媽媽再次讀取茉莉最後一天的記憶，這一次，她終於能體會茉莉為何自殺，在放聲大哭之後，林媽媽依稀看到茉莉的幻影向自己道謝與道歉，便伸手擁抱著已不存在於人世的茉莉。

## 評價
在拍攝完劇中就讀北一女的茉莉自殺的情節後，發生了北一女的學生跳樓的巧合，也因此使得該劇無法在半年後回到該校放映。陳慧翎對這樣的應對方式感到可惜，並和劇組繼續與校方溝通，試圖透過對話釐清問題。一位曾就讀北一女的觀眾認為，茉莉媽媽的行為雖然以愛為名目，但本質上仍是傷害，如果能給所愛的人對話的機會，痛苦才能被聽見。
在劇集播出之後，黃鐙輝稱兒子黃星寶是「一出生就出道」，並對導演和劇組的用心讚譽有加，萁萁則表示以成績為優先的觀念在現代階段社會就是主流，母親重視孩子的成績並沒有錯，但母親應該要明白孩子的紓壓方式，並給予適度的陪伴。洪茲盈的友人向她轉述，表示自己即使出國念書，父母也會以網路視訊監控。洪茲盈對此十分驚訝，因為她沒想到自己設想的橋段竟然在現實生活中發生。
作家張曼娟對「如果妳去念中文系，妳爸媽的臉就被妳丟光了」等劇中台詞感觸良多，她感嘆有無數對文學有興趣的少年少女因為不符父母的期待而感到煎熬，並指出孩子如果為了達成父母的期待，被迫放棄自己的天賦和夢想，最終成為一個不快樂的人，或許是十分高昂的代價。臨床心理師李宛霖根據臨床實務經驗指出，心思細膩的孩子通常更懂得父母的期望，並為了努力達到期望，將自己偽裝成好孩子，而父母也因為無法看到孩子真實的一面，讓親子關係越來越遙遠。此外也有觀眾投書，引介愛麗絲·米勒的著作，希望有類似經驗的觀眾能正視自己童年受傷的經驗，或是勸誡處於困境的人應該勇於發出求救的訊號。

## 獎項紀錄
| 年份   | 頒獎典禮     | 獎項                       | 入圍者 | 結果 |
| ------ | ------------ | -------------------------- | ------ | ---- |
| 2019年 | 第54屆金鐘獎 | 迷你劇集／電視電影女主角獎 | 尹馨   | 提名 |
| 2019年 | 第54屆金鐘獎 | 迷你劇集／電視電影女配角獎 | 王淨   | 提名 |